# 34+35
«34+35» — песня, записанная американской певицей Арианой Гранде. Она была выпущена 30 октября 2020 года как второй сингл шестого студийного альбома Positions.
Музыкальное видео песни снято канадским режиссёром Julien Christian Lutz.
Песня дебютировала на восьмом месте американского хит-парада Billboard Hot 100, в чарте с датой 14 ноября 2020 года, став для Гранде её 18-м хитом в лучшей десятке США.
Кроме того, «34+35» вошла в десятку лучших хитов в чартах Австралии, Великобритании, Ирландии, Канаде, Литвы, Малайзии, Сингапуре. После выпуска в январе 2021 года ремикса с участием Doja Cat и Megan Thee Stallion, трек поднялся на новую вершину, заняв второе место в Hot 100.

## История
О песне «34+35» впервые было заявлено, когда Гранде объявила трек-лист Positions в социальных сетях 24 октября 2020 года. Гранде начала работать над песней в 2019 году и закончила её в сентябре 2020 года, после того как решила, что она войдёт в альбом. Отмечают явное сходство песни, например с такими прошлыми работами Гранде, как «Side to Side» и «Dangerous Woman».
Гранде изначально сказала, что она «очень нервничала» из-за этой песни, опасаясь, что она «отвлечёт от ранимости и сладости, присущей остальной части альбома». Она заявила, что с точки зрения звука это «одна из [её] любимых вещей, которые [она и её команда] когда-либо делали», добавив, что «она наверняка заслуживает быть в альбоме». Гранде написала её вместе с авторами песен Тайлой Паркс и Викторией Моне. Американская певица Doja Cat в оригинале должна была петь именно эту песню, но позднее «34+35» заменили на «Motive» с того же альбома. Короткий фрагмент-сниппет отменённой версии просочился и всплыл вскоре после выхода альбома. 7 ноября 2020 года Doja Cat исполнила свой куплет во время прямой трансляции на Instagram.
«34+35» появилась на радио contemporary hit radio в Австралии и США 30 октября и 3 ноября, соответственно. Лирик-видео появилось на YouTube 30 октября 2020 года.
18 января 2021 года песня вышла на hot adult contemporary radio в США.

## Музыка и тематика
«34+35» это песня написанная с темпом 110 ударов в минуту в тональности фа мажор, а вокал Гранде варьирует от низкой ноты G3 до высокой ноты D5.
Текст песни включает в себя каламбуры сексуального характера, двусмысленности и сексуальные шутки, а название песни (которое, как математическое выражение оценивается в 69) и её припев относятся к сексуальной позиции «69», с такими словами в финале как «Means I wanna 69 witcha».
Мэри Сироки из Consequence of Sound назвала трек «исключительно игривым» и «без ограничений», согласившись с Хизер Тейлор-Сингх из Exclaim! написавшей, что в нём есть «откровенная сексуальность». Адам Уайт из The Independent назвал текст песни «скабрёзным», но и «мило иронично», в то время как Брентон Бланше из Clash считает «34+35» «самым сексуально откровенным треком Гранде». Точно так же Натали Морин из Refinery29 назвала песню «Grande’s sex magnum opus»

## Отзывы
Композиция, в целом, была одобрительно встречена музыкальными экспертами и обозревателями.
В своём рейтинге каждой песни альбома Positions, где «34+35» занимала второе место, Джейсон Липшутц из журнала Billboard похвалил Гранде за то, что она была одним из «немногих работающих сегодня музыкантов [кто] смог бы выпустить откровенно сексуальный трек, который звучит так роскошно и богато детализировано», описывая песню как «головокружительно весёлую, с Гранде, игнорирующей необходимость эвфемизма и по праву уверенной в своём подходе». Росс Хортон The Line of Best Fit назвал «34+35» лучшей песней и «заявлением миссии» альбома, написав, что «количество каламбуров, двусмысленных слов и повсюду разбросанных шуток, ошеломляющее». Брентон Бланше из Clash написал, что песня «поражает так же сильно, как и её лирическое мастерство», назвав её «детским треком» в «Positions» и сославшись на её «NSFW „припев как“ вызывающий привыкание».

## Коммерческий успех
14 ноября 2020 года песня дебютировала на восьмом месте американского хит-парада Billboard Hot 100, став 18-м хитом певицы в лучшей десятке, что сравняло её по этому показателю с Бейонсе, деля с ней 8-е место среди всех женщин за всю 62-летнюю историю хит-парада (на первом месте Мадонна с 38 хитами в топ-10, а с учётом мужчин лидирует Дрейк с 42 хитами). Кроме того, теперь число хитов Гранде в Hot 100 подскочило до 66 треков, что стало четвёртым показателем за всю историю среди женщин, после Тейлор Свифт и Ники Минаж (по 113 у каждой) и Ареты Франклин (73). (рекорд у Дрейка — 228). С тех пор, как в апреле 2013 года она заработала свой первый хит в топ-10 с песней «The Way», ни одна другая певица не заработала столько хитов в топ-10 чарта Hot 100, как Гранде.
«34+35» также дебютировал под пятым номером в глобальном хит-параде Billboard Global 200, став вторым хитом Гранде в его десятке лучших. С помощью «34+35» и «Positions», Гранде стала первой женщиной и третьим музыкантом в целом, присоединившись к Justin Bieber и группе BTS, у каждого из которых по два хита в рейтинге Global 200.
После выпуска в январе 2021 года ремикса с участием Doja Cat и Megan Thee Stallion, трек «34+35» поднялся на новую вершину, заняв второе место в Hot 100, обеспечив более 24,2 миллиона потоковых трансляций по запросу (on-demand) и 8000 цифровых продаж, что позволило Гранде второй раз после «Positions» войти в пятёрку лучших в Hot 100. Трек «34+35» также показал самую высокую позицию в чарте для трёх или более певиц-солисток в Hot 100 со времён Christina Aguilera, Mýa, Пинк и Lil «Ким с их хитом «Lady Marmalade» в 2001 году. Гранде таким образом уже в 4-й раз попадает в Hot 100 в составе трио женщин: «Bang Bang» (вместе с Jessie J и Ники Минаж, достиг № 3 в октябре 2014); «Don’t Call Me Angel» (вместе с Miley Cyrus и Lana Del Rey, № 13 в сентябре 2019); и на реинкарнации хита Mariah Carey 2010 года «Oh Santa!» (Кэри, Гранде и вместе с Jennifer Hudson, № 76 в декабре 2020). Кроме того, он также достиг своего нового пика — второго места в глобальном чарте Billboard Global 200 и вошёл в Global 200 Excl. U.S., где впервые занял пятое место, став третьим попаданием Гранде в его десятку лучших.
18 января 2021 года сингл «34+35» был сертифицирован в платиновом статусе Recording Industry Association of America (RIAA) за тираж в 1 млн единиц в США.
В Великобритании «34+35» дебютировал на девятом месте в UK Singles Chart на неделе, закончившейся 12 ноября 2020 года, став 19-й песней Гранде в британской лучшей десятке.

## Музыкальное видео
Сопровождающий музыкальный клип для песни «Positions» был выпущен 17 ноября 2020 года. Видео было снято канадским режиссёром Julien Christian Lutz.

## Участники записи
По данным сервиса Tidal и заметок с диска Positions.
Персонал
- Ариана Гранде — вокал, автор, лирика, мелодия, вокальное продлюсирование, вокальные аранжировки, звукоинженер
- Tommy Brown — songwriting, продюсер
- Mr. Franks — автор, сопродюсер
- Peter Lee Johnson — автор, продюсер, струнные
- Courageous Xavier Herrera — автор, сопродюсер
- Scott Nicholson — автор, лирика, мелодия
- Виктория Моне — автор, лирика, мелодия
- Тейлор Паркс — автор, лирика, мелодия
- Albert Stanaj — songwriting
- Billy Hickey — звукоинженер
- Сербан Генеа — микширование
- Randy Merrill — мастеринг

## Хит-парады

### Еженедельные чарты
| Чарт (2020)                         | Высшая позиция |
| ----------------------------------- | -------------- |
| Австралия (ARIA)                    | 9              |
| Австрия (Ö3 Austria Top 40)         | 40             |
| Канада (Billboard Canadian Hot 100) | 8              |
| Канада (Billboard CHR/Top 40)       | 39             |
| Чехия (Singles Digitál Top 100)     | 67             |
| Дания (Tracklisten)                 | 39             |
| Франция (SNEP)                      | 95             |
| Мир Global 200 (Billboard)          | 5              |
| Греция (IFPI)                       | 31             |
| Венгрия (Stream Top 40)             | 26             |
| Ирландия (IRMA)                     | 4              |
| Литва (AGATA)                       | 16             |
| Малайзия (RIM)                      | 7              |
| Нидерланды (Single Top 100)         | 47             |
| Новая Зеландия (Recorded Music NZ)  | 13             |
| Норвегия (VG-lista)                 | 26             |
| Шотландия (OCC Scotland)            | 74             |
| Сингапур (RIAS)                     | 6              |
| Словакия (Singles Digitál Top 100)  | 49             |
| Республика Корея (Gaon)             | 137            |
| Испания (PROMUSICAE)                | 78             |
| Швеция (Sverigetopplistan)          | 34             |
| Швейцария (Schweizer Hitparade)     | 44             |
| Великобритания (OCC UK Singles)     | 9              |
| США (Billboard Hot 100)             | 8              |
| США (Billboard Pop Airplay)         | 26             |
| США Rolling Stone Top 100           | 2              |

## Сертификации
| Регион                                                                      | Сертификация | Продажи   |
| --------------------------------------------------------------------------- | ------------ | --------- |
| Канада (Music Canada)                                                       | Золотой      | 40 000    |
| Новая Зеландия (RMNZ)                                                       | Платиновый   | 30 000    |
| Великобритания (BPI)                                                        | Серебряный   | 200 000   |
| США (RIAA)                                                                  | Платиновый   | 1 000 000 |
| Данные о продажах + прослушиваниях приведены только на основе сертификации. |              |           |

## Ремикс
15 января 2021 года Гранде выпустила ремикс под названием «34+35 Remix», с участием американских рэп-певиц Megan Thee Stallion и Doja Cat. Трек поднялся на новую вершину, заняв второе место в Hot 100, обеспечив более 24,2 миллиона потоковых трансляций по запросу (on-demand) и 8000 цифровых продаж.
Doja Cat впервые намекнула на сотрудничество между ней, Гранде и Stallion 5 января 2021 года.
13 января Гранде разместила тизер ремикса в социальных сетях, показывая короткое видео с ТВ на обложке с двумя неизвестными артистами, помимо Гранде. На следующий день, 14 января, она представила этих исполнителей, как Megan Thee Stallion и Doja Cat, и объявила, что они будут участвовать в ремиксе. Она также показала обложку ремикса, на которой Гранде, Doja Cat и Stallion, одетые как реплики фемботы, из оригинального музыкального видео «34+35». Ремикс был официально выпущен 15 января 2021 года. Он был выпущен вместе с лирическим видео. На следующий день, 16 января, версия ремикса была разослана на contemporary hit radio в Нидерландах как отдельный сингл.

### Чарты
| Чарт (2021)               | Высшая позиция |
| ------------------------- | -------------- |
| Греция (IFPI)             | 85             |
| Литва (AGATA)             | 30             |
| Новая Зеландия (RMNZ)     | 2              |
| США (Billboard Hot 100) · | 2              |
| США Rolling Stone Top 100 | 2              |

### Участники записи
По данным сервиса Tidal.
- Ариана Гранде — вокал, автор, звукозапись, продюсер по вокалу
- Doja Cat — автор
- Megan Thee Stallion — автор
- Mr. Franks — автор, продюсер
- Tommy Brown — автор, продюсер
- Peter Lee Johnson — автор, сопродюсер, струнные
- Courageous Xavier Herrera — автор, сопродюсер
- Scott Nicholson — автор
- Виктория Моне — автор
- Тейлор Паркс — автор
- Billy Hickey — звукозапись
- Shawn «Source» Jarrett — звукозапись
- Serban Ghenea — микширование
- Mike Dean — микширование
- Randy Merrill — мастеринг

## История релиза
| Регион         | Дата            | Формат                       | Версия       | Лейбл    | Ссылкка              |
| -------------- | --------------- | ---------------------------- | ------------ | -------- | -------------------- |
| Мир            | 30 октября 2020 | цифровые загрузки стриминг   | Оригинальная | Republic | [ 14 ] [ 30 ] [ 77 ] |
| Австралия      | 30 октября 2020 | Contemporary hit radio       | Оригинальная | UMA      | [ 8 ]                |
| США            | 3 ноября 2020   | Contemporary hit radio       | Оригинальная | Republic | [ 9 ]                |
| Великобритания | 8 января 2021   | Contemporary hit radio       | Оригинальная | Republic | [ 78 ]               |
| Мир            | 15 января 2021  | цифровые загрузки стриминг   | Ремикс       | Republic | [ 79 ]               |
| Нидерланды     | 16 января 2021  | Contemporary hit radio       | Ремикс       | Republic | [ 69 ]               |
| США            | 18 января 2021  | Hot adult contemporary radio | Оригинальная | Republic | [ 11 ]               |
| Великобритания | 22 января 2021  | Contemporary hit radio       | Ремикс       | Republic | [ 80 ]               |